# Università Juraj Dobrila di Pola
L'Università Juraj Dobrila di Pola (in croato: Sveučilište Jurja Dobrile u Puli, in latino: Universitas Studiorum Georgii Dobrila Polensis) è un'università pubblica croata con sede a Pola, fondata nel 2006.
È dedicata al vescovo e benefattore istriano Juraj Dobrila.

## Organizzazione

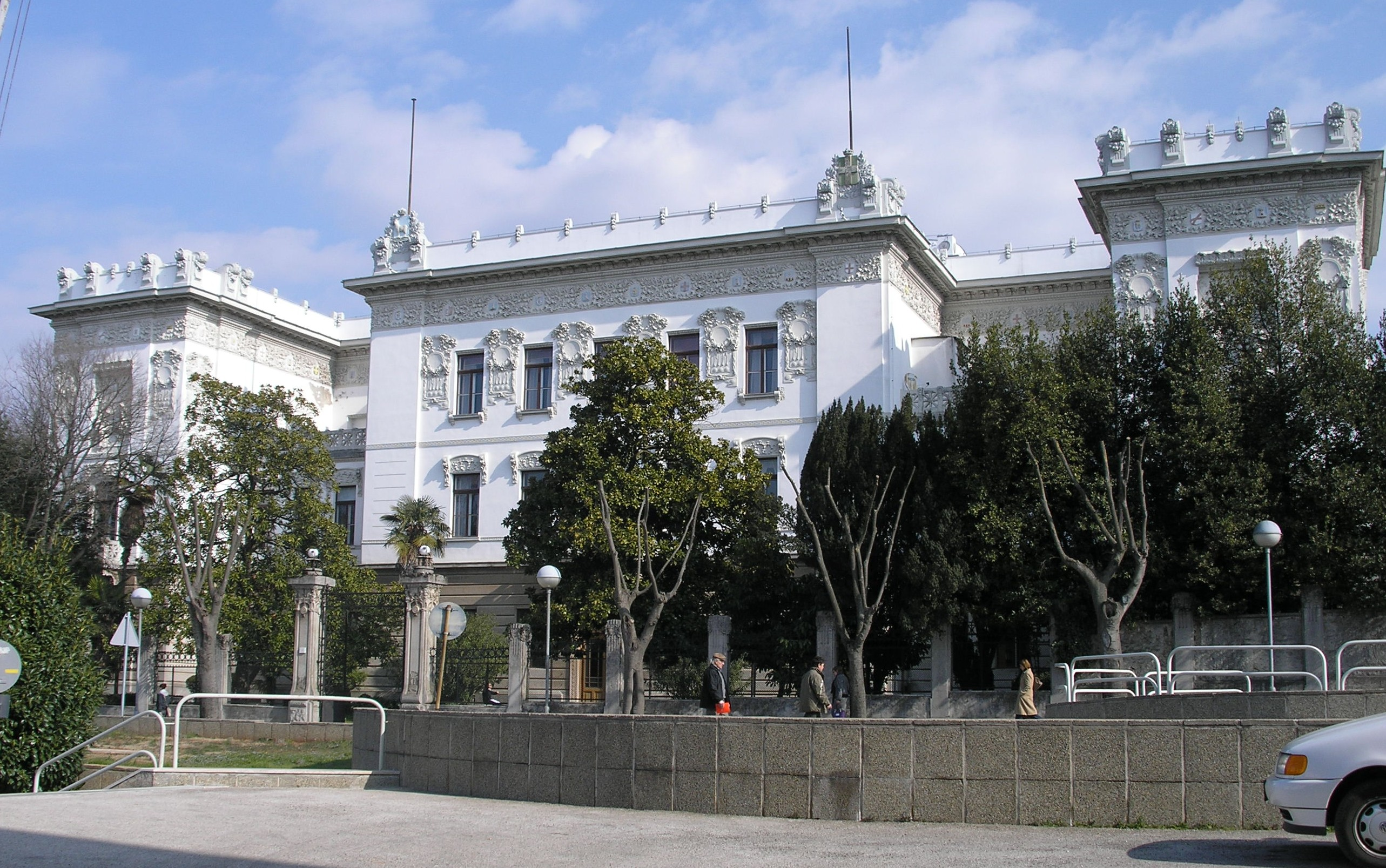
L'edificio del rettorato dell'università.

L'università di Pola è costituita in dipartimenti, e precisamente:
- Dipartimento di economia e turismo "Dr. Mijo Mirković"
- Dipartimento di musica
- Dipartimento di scienze umanistiche
- Dipartimento di studi in lingua italiana
- Dipartimento per la formazione di maestri ed educatori